# Rybí
Rybí (niem. Reimlich) – gmina w Czechach, w powiecie Nowy Jiczyn, w kraju morawsko-śląskim. Według danych z dnia 1 stycznia 2012 liczyła 1198 mieszkańców.

## Położenie
Miejscowość położona jest w północnej części Štramberskéj vrchoviny, stanowiącej centralną część pogórza Beskidu Śląsko-Morawskiego. Leży ok. 4 km na wschód od Nowego Jiczyna i ok. 3 km na północny zachód od Štramberku, na wysokości ok. 320 m n.p.m., pomiędzy wzniesieniami Libhošťská hůrka (494 m n.p.m.) na północy i Holivák (485 m n.p.m.) na południu. Przez wieś przepływa Rybský potok, lewobrzeżny dopływ potoku Sedlnice.

## Historia
Wieś po raz pierwszy wzmiankowana była w 1411 roku. Nazwa (pol. Rybie) ma pochodzić od dużej liczby stawów rybnych, z których wieś słynęła w średniowieczu. Początkowo należała do feudalnego "państwa" z siedzibą na zamku sztramberskim, później, od 1588 r. wchodziła w skład "państwa" starojiczyńskiego. Dwukrotnie została zniszczona w czasie wojny trzydziestoletniej: po raz pierwszy w 1624 r. przez polskich lisowczyków, po raz drugi - w roku 1642 przez Szwedów. Od 1749 r. wieś posiada swoją pieczęć. W XIX w. w południowej części wsi, na północnych stokach wzgórza Holivák wydobywano rudę żelaza. Według austriackiego spisu ludności z 1900 roku Rybí miały 905 mieszkańców, z czego wszyscy byli czeskojęzycznymi katolikami.
Od 1 stycznia 1976 r. do 23 listopada 1990 r. Rybí było administracyjnie włączone do Nowego Jiczyna.

## Zabytki
- Kościół pw. Znalezienia Krzyża Świętego z I poł. XV wieku;
- Kościół św. Katarzyny z poł. XIV wieku w przysiółku Rybské Paseky.